# 7,65 × 17 мм
7,65 × 17 мм је пиштољски калибар који је 1899. године конструисао Џон Браунинг. Калибар је први пут направљен у белгијској фабрици Fabrique Nationale de Herstal (FN). Први пиштољ конструисан да користи овај калибар био је FN M1900. У Америци је познатији под називом .32 ACP, односно .32 Automatic.

## Историја
Џон Браунинг је конструисао велики број модерних полуаутоматских пиштољских механизама и калибара. Као његов први пиштољски калибар 7,65 × 17 мм је замишљен као поуздан калибар за механизам кратког трзаја цеви са малим оивичењем. Калибар се показао као добар, па је усвојен као службени калибар у неколико држава света.
Калибар је убрзо постао популаран, и почело је све више пиштоља да се производе око њега (нпр. FN Model 1910 и Ruby, која су били код нас у употреби током и после Првог светског рата). 7,65 × 17 мм је био незамењив у првој половини 20. века, поготово у европским земљама. Џејмс Бонд је користио Валтер ПП управо у калибру 7,65 × 17 мм, због добре приступачности и ниске цене набавке.
Највише пиштоља је конструисано око 7,65 × 17 мм, више неко за било који други калибар. FN је у периоду од 1899. до 1909. произвео више од пола милиона пиштоља у калибру 7,65 × 17 мм.
Верује се да је Адолф Хитлер употребио свој Валтер ППК у овом калибру за своје самоубиство.
Данас се користи у јефтинијим и компактнијим пиштољима.

## Перформансе
7,65 mm је лак и компактан. Иако се верује да има маргиналну зауставну моћ, калибар је веома ефективно коришћен у војним и полицијским службама широм света. Оружје конструисано око овог калибра је цењено због своје величине. Већина пиштоља је направљено од челичне конструкције, док од 1990-их све више пиштоља се прави од лаког полимера. Добри су за скривено ношење услед мале тежине, врло малог трзаја и веома добре прецизности. Најпопуларнији пиштољ у овом калибру је Валтер ПП.
Даје већу брзину и енергију него .32 S&W, који је био популаран у време конструкције овог калибра.
Користи се за хумано усмрћивање животиња. С обзиром да .22 LR може да пробије кост, 7,65 mm са већом снагом може да пробије животињску лобању. Тако да је савршен за ову употребу, чак и кад се ради о одраслим коњима и биковима.
У Европи 7,65 mm је популарнији него у Америци, како међу цивилима, тако и у војним и полицијским круговима.

## Синоними
- .32 Auto - најчешће у Америци
- .32 Rimless Smokeless - коришћено за прве пиштоље конструисане око њега
- 7,65 mm Browning - најчешће у Европи
- .32 Browning Auto
- 7,65×17mm
- 7,65×17mm Browning SR (SR = Semi-Rimmed)
- 7,65 Walther

## Неки од пиштоља који користе 7,65×17mm
- Beretta M1923
- Beretta M1935
- Beretta 70
- Beretta 80 и 81
- CZ-50
- CZ-70
- CZ-83
- FN M1900
- FN Model 1910
- FN Model 1910/22
- Валтер ПП
- Застава М84 Шкорпион
- Застава М70